# Французский Мадагаскар
Францу́зский Мадагаска́р (фр. Colonie de Madagascar et dépendances) — французская колония на острове Мадагаскар, существовавшая в 1897—1958 годах.

## История
В результате Второй франко-малагасийской войны Мадагаскар утратил независимость и перешел под французский протекторат. В январе 1897 года Франция объявила Мадагаскар своей колонией. Политика усмирения острова длилась около 15 лет. Жертвами репрессий со стороны французской колониальной администрации стали около 100 000 малагасийцев.
После поражения Франции от нацистской Германии в 1940 году протекторат стал подконтролен режиму Виши, однако в ходе Мадагаскарской операции остров заняли британские войска с целью предотвращения японского завоевания.
Согласно конституции Франции 1946 года Мадагаскар получил статус заморской территории. Это позволило жителям острова получить гражданство Франции. Несмотря на реформы, политическая жизнь на Мадагаскаре оставалась нестабильной. В 1947—1948 годах произошло Мадагаскарское восстание, целью которого было обретение независимости. Восстание было подавлено, однако французское правительство освободило колонию из-под своего непосредственного управления, когда 14 октября 1958 года была провозглашена Автономная Малагасийская Республика под французским протекторатом.